# 露德聖母
露德聖母（Notre-Dame de Lourdes；）是天主教會對聖母瑪利亞所奉獻的一個敬禮名號。該名稱紀念的是發生於1858年在法國盧爾德（露德），14歲少女伯爾納黛·蘇比魯聲稱目睹18次顯現事件。第一次顯現於1858年2月11日，伯爾納黛向母親報告，一位「女士」在馬薩比耶勒山洞（距離鎮上約1.5（0.93英里））向她顯現，當時她與姐姐及朋友正在拾柴。 伯爾納黛之後數週持續報告與這位「女士」的相遇，在最後一次顯現中，「女士」自稱是「無原罪始胎」。
1862年1月18日，當地主教塔布主教貝特朗-塞韋爾·洛朗斯（Bertrand-Sévère Laurence）批准了對聖母瑪利亞在盧爾德的敬禮。
1876年2月1日，教宗庇護九世正式為該聖像頒布教會封圣敕令，聖像名號為「聖玫瑰聖母」（Notre-Dame du Saint Rosaire）。加冕儀式於1876年7月3日，由樞機皮耶·弗朗切斯科·梅利亞在今玫瑰聖殿的庭院中舉行。
露德聖母的聖像被廣泛複製，常見於家庭、花園或聖堂的景觀中。伯爾納黛·蘇比魯於1933年由教宗庇護十一世封為聖人。
隨著教會的認可與調查，聖母顯現的敬禮逐漸普及。數年後，原顯現地修建了一座大型教堂，該地點至今已成為宗教朝聖的重要中心。